# Wonderful Crazy
Wonderful Crazy – Hermosa Locura – es el primer álbum de estudio de la Actriz y Cantante Katelyn Tarver publicado de manera independiente el 8 de noviembre de 2005 por TC Music. Este fue Grabado después de la participación de Tarver en American Junior donde consiguió el apoyo de una discográfica. 

## Antecedentes
El álbum fue grabado entre 2004 y 2005 después de que Katelyn Tarver firmara con una discográfica independiente junto con una banda de apoyo, poco después comenzaron a grabar el álbum. Este fue lanzado el 8 de noviembre de 2005 y relanzado el 11 de diciembre de 2006.

## Recepción de la crítica
Según su revisión en Allmusic dicen: El álbum debut de Katelyn Tarver, cantante de pop adolescente con sede en Tennessee, comienza con un sencillo maravillosamente espumoso, "Undeniable". Exactamente el tipo de canción que da a los programadores de Radio Disney una razón para levantarse por la mañana, "Innegable" es una pequeña maravilla de bucles de batería hiperactivos, sintetizadores burbling, y el tipo de ganchos de tiempo de liberación que la mejor música de bubblegum necesita para mantener de sonar rancio después de un par de giros. La otra canción de Wonderful Crazy, dirigida por el escritor / productor Mattias Gustafsson (un antiguo Backstreet Boys), "Something in Me", es casi tan encantadora y ofrece un escenario agradable para la voz agradable pero algo anónima de Tarver. Sin embargo, como ha sido la tradición bubblegum desde los días de los Archies, Wonderful Crazy se compone de los dos excelentes singles de éxito potencial, un par de variaciones menores (sobre todo la pista del título, que vagamente se asemeja a los sencillos producidos por Prozzäk de Fefe Dobson) más bien un montón de relleno. Sin embargo, las mejores canciones aquí son muy agradables, y un gran single pop cuenta para mucho.

## Listado de canciones
- Edición Estándar

| Edición estándar |                                  |          |  |
| N.º              | Título                           | Duración |  |
| 1.               | «Undeniable»                     | 03:51    |  |
| 2.               | «Rain»                           | 03:11    |  |
| 3.               | «Something in Me Katelyn Tarver» | 03:36    |  |
| 4.               | «I'll Make It Real»              | 03:29    |  |
| 5.               | «Wonderful Crazy»                | 03:51    |  |
| 6.               | «Closer To My Heart»             | 03:27    |  |
| 7.               | «Keep Your Eyes on the Prize»    | 03:35    |  |
| 8.               | «Life Was»                       | 03:10    |  |
| 9.               | «Brand New Day»                  | 03:14    |  |
| 10.              | «Everything»                     | 2:39     |  |